# Homebrew (менеджер пакетов)
Homebrew — утилита командной строки в macOS и Linux, которая позволяет устанавливать пакеты и приложения. 
Распространяется как свободное программное обеспечение с открытым кодом. Написана Максом Хауэллом на языке программирования Ruby. Активно поддерживается сообществом GitHub. 
В 2013 году разработка была профинансирована с помощью платформы Kickstarter.
Английское слово homebrew в узком смысле означает пиво домашнего изготовления, в широком — вообще любую самоделку.

## Установка Homebrew на macOS или Linux
Для установки Homebrew в macOS или Linux следует открыть эмулятор терминала и ввести следующую команду:
```
/bin/bash -c "$(curl -fsSL https://raw.githubusercontent.com/Homebrew/install/master/install.sh)"

```

## Установка приложений через Homebrew
После того, как сам менеджер пакетов установлен, с его помощью можно, к примеру, вернуть в macOS утилиту telnet:
```
brew install telnet
```

Или установить браузер Firefox:
```
brew install --cask firefox
```

Поиск утилит и приложений в репозитории осуществляется также в окне терминала.
Допустим, нужно осуществить поиск по ключевому слову «office». Тогда команда будет иметь вид:
```
brew search office
```

Что приведёт к выводу следующей информации:
```

==> Formulae

goffice

==> Casks

devonthink-pro-office
lehreroffice
lehreroffice-zusatz
libreoffice
libreoffice-language-pack
microsoft-office
onlyoffice
openoffice
homebrew/cask-fonts/font-office-code-pro
homebrew/cask-versions/microsoft-office-2011

```

Для просмотра информации о пакете, наберите: 
```
brew
 
info
 
openoffice

```

В данном примере, информация о пакете OpenOffice будет выглядеть примерно так:
```
==
>
 
openoffice:
 
4
.1.14
https://www.openoffice.org/
Not
 
installed
From:
 
https://github.com/Homebrew/homebrew-cask/blob/HEAD/Casks/openoffice.rb

==
>
 
Name
Apache
 
OpenOffice

==
>
 
Description
Free
 
and
 
open-source
 
productivity
 
suite

==
>
 
Languages
en,
 
de,
 
fr,
 
gl,
 
ko,
 
pt-BR,
 
pt,
 
ru

==
>
 
Artifacts
OpenOffice.app
 
(
App
)

==
>
 
Analytics
install:
 
1
 
(
30
 
days
)
,
 
10
 
(
90
 
days
)
,
 
2
,160
 
(
365
 
days
)

```

## Использование
К несомненным плюсам Homebrew можно отнести возможность удаленной установки программ с использованием протокола ssh. Такая установка пройдет незаметно для пользователя и не будет отвлекать его от работы.
При этом, однако, не настраивается ассоциация типов файлов с приложениями. То есть, к примеру, файлы формата .docx так и будут по умолчанию открываться во встроенном в macOS редакторе TextEdit, даже после установки LibreOffice.